# Trirhithrum inscriptum
Trirhithrum inscriptum
 es una especie de insecto del género Trirhithrum de la familia Tephritidae del orden Diptera.
Graham la describió científicamente por primera vez en el año 1910.